# Vicariato apostolico di Micronesia
Il vicariato apostolico di Micronesia (in latino: Vicariatus Apostolicus Micronesiae) è una sede soppressa della Chiesa cattolica.

## Storia
Il vicariato apostolico di Micronesia fu eretto il 19 luglio 1844 con il breve Ex debito di papa Gregorio XVI, ricavandone il territorio dalla divisione del vicariato apostolico dell'Oceania occidentale, che diede origine anche al vicariato apostolico di Melanesia. Il vicariato apostolico comprendeva le isole Caroline, le isole Marshall, le isole Gilbert e le isole Ellice.
Mentre il vicariato apostolico rimase sempre sede vacante, la cura pastorale venne esercitata dapprima dai vicari di Melanesia, come stabilito dal breve di Gregorio XVI, e successivamente dai vicari apostolici dell'Oceania centrale (oggi diocesi di Tonga).
Nel 1886 cedette porzioni del suo territorio a vantaggio dell'erezione delle missioni sui iuris della Caroline occidentali e delle Caroline orientali (oggi riunite nella diocesi delle Isole Caroline).
Il 10 maggio 1889 il vicariato apostolico fu affidato alla cura pastorale del vicariato apostolico della Nuova Britannia (oggi arcidiocesi di Rabaul).
Il 27 luglio e il 28 luglio 1897 cedette porzioni del suo territorio a vantaggio dell'erezione rispettivamente della prefettura apostolica delle Isole Salomone britanniche (oggi arcidiocesi di Honiara) e del vicariato apostolico delle Isole Gilbert (oggi diocesi di Tarawa e Nauru).